# 헬무트 요하네스 루트비히 폰 몰트케
헬무트 요한 루트비히 폰 몰트케(Helmuth Johann Ludwig von Moltke 1848년 5월 25일 ~ 1916년 6월 18일) 또는 소 몰트케는 제1차 세계 대전 당시 독일군 참모총장으로 전쟁 초반을 이끌었던 독일의 군인이다. ‘소 몰트케’란 별명은 그의 삼촌인 대 몰트케와 구분하기 위해 붙은 별명이다. 독일군 참모본부의 알프레트 폰 슐리펜 참모총장의 뒤를 이어 1905년에 취임하여 1914년까지 재직했다. 제1차 세계 대전 초전인 제1차 마른 강 전투에서 패배하여 직위 해임되었다. 그는 전임자인 폰 슐리펜 참모총장이 프랑스 및 러시아와 전쟁을 가정하고 수립한 슐리펜 계획을 전선 확대와 동원령 발동 및 보급상의 문제로 수정한 것으로 유명하다.

## 생애

### 초기
1848년 몰트케는 프로이센 왕국에서 테어났다. 1868년 프로이센 왕국군에 입대하였다. 몰트케는 프로이센-프랑스 전쟁에 참전하였다. 몰트케는 2급 철십자 훈장을 받았다. 이후에도 군에 남아 장군참모를 밟으며 헬무트 카를 베른하르트 폰 몰트케 백작의 부관이 되었다. 몰트케는 이후 참모 차장으로 임명되었고, 1905년, 알프레트 폰 슐리펜의 후임으로 참모총장이 되었다.

### 제1차 세계 대전
제1차 세계 대전에서 몰트케는 큰 역할을 하였다. 하지만 여기서 아주 큰 실책을 하게 된다. 슐리펜 계획에서 오른쪽 날개라고도 불리는 서부전선에 배치되는 군대의 양을 줄이고, 동부전선에 배치시켰다. 이때문에 프랑스를 정복할 수 없었으며 결국 참호전의 수렁으로 불러넣게 된다. 몰트케는 이로 인해 1914년 9월 14일, 제1차 마른 전투가 끝난 시점에 몰트케는 해임당했다. 이후에는 큰 역할을 하지 못하였고, 몰트케는 1916년 병으로 죽었다.
| 전임 알프레트 폰 슐리펜 | 제4대 독일 제국 장군참모장 1906년 1월 1일 ~ 1914년 9월 14일 | 후임 에리히 폰 팔켄하인 |